# 20М621
20М621 — 20-мм автоматична гармата французької розробки, розроблена компанією Nexter для озброєння броньованої техніки, літаків, вертольотів і малих берегових суден ВМС Франції.

## Варіанти

### THL 20
Турельна установка для вертольотів.

### POD NC 621
Гарматна гондола для вертольотів і легких літаків.

### ARX 20
Дистанційно керована збройна станція з гарматою M621 і кулеметом 7,62×51 мм.

### SH20
Гармата яка встановлюється у двері вертольоту.

### CP 20
Шкворнева установка гармати для техніки і човнів.

### 15A
Гармата для військових кораблів.

### NARWHAL
Дистанційно-керована морська гармата.

### P20
Турель для озброєння легких транспортних засобів типу 4х4.